# Josiane Yapo
Josiane Yapo (décédée le 27 septembre 2004) est une actrice de Côte d'Ivoire, ancienne membre de la compagnie Fétiche Eburnéen d'Abidjan.

## Actrice
Elle a joué dans Ma famille le rôle d'une des maîtresses de Michel Bohiri. À sa mort, le groupe lui a consacré quatre épisodes du téléfilm (Funérailles 1, 2,3 et 4).
Elle est décédée le mercredi 27 septembre 2004 à Ouagadougou.

## Son décès
Josiane Yapo résidait à Ouagadougou depuis le 3 août 2004 pour une création internationale aux côtés d’autres artistes burkinabè dans le cadre des Récréatrales 2004.
Selon les informations recueillies auprès des responsables des Récréatrales, Josiane se sentait mal-en-point depuis quelque temps mais elle était suivie régulièrement par un médecin. Apparemment, le mal ne l’avait pas empêché de continuer la création avec ses camarades même s’il lui arrivait de prendre de temps à autre des moments de repos. Finalement, ce mal qui la rongeait a eu raison d’elle.

## Théâtre
- Noces d'enfer avec le Sokan Théâtre en 2002
- Maquis du Dromikan avec Adama Dahico

## Cinéma
- Dents blanches d'Henri Duparc
- Ma famille (2002-2004)